# اثر اوداگیری

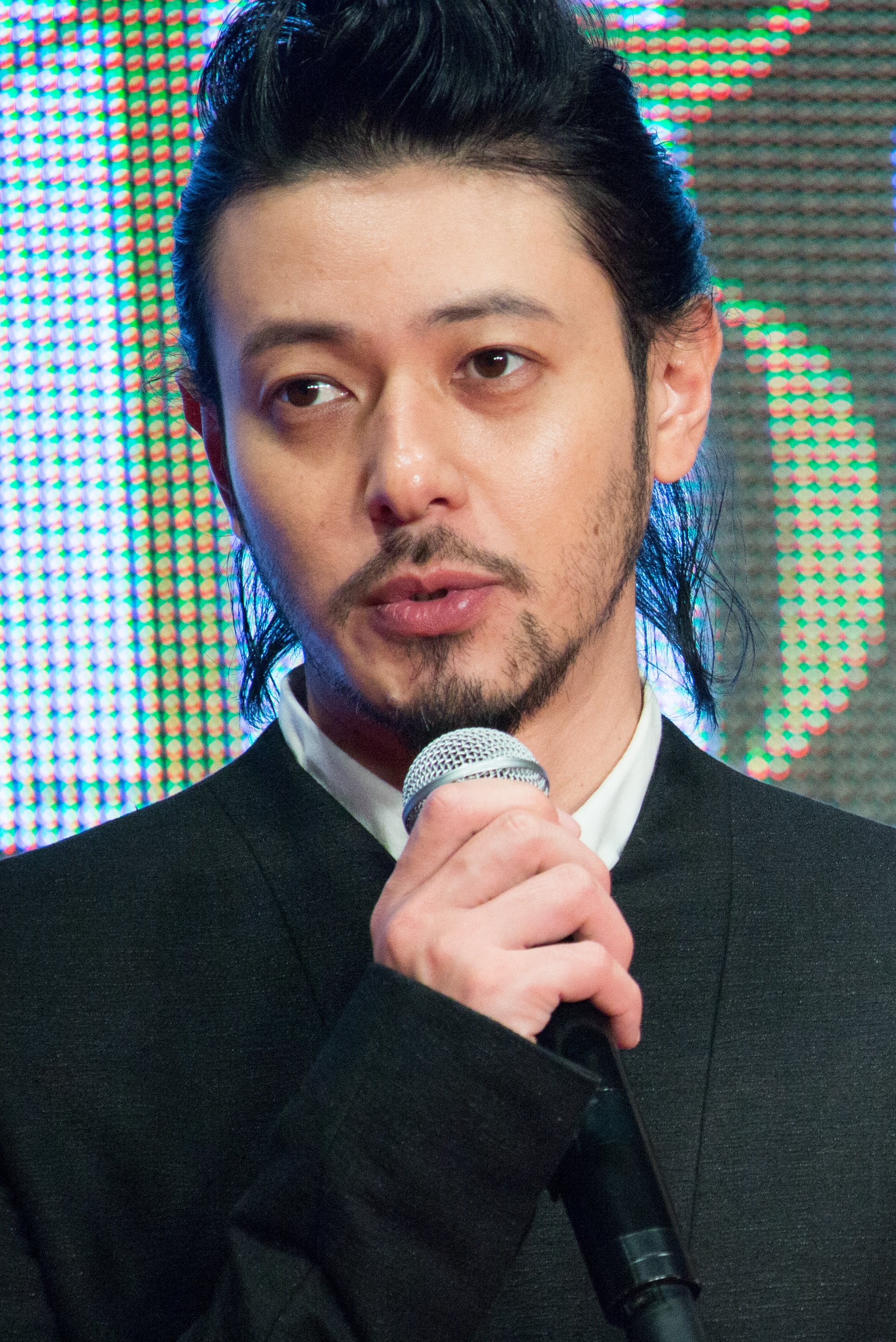
بازیگر جو اوداگیری، که به نام او "اثر اوداگیری" نامگذاری شده‌است.

اثر اوداگیری یک پدیده تلویزیونی است که در آن یک برنامه تعداد بینندگان زن بیش از حد انتظار را به خود جذب می‌کند زیرا در این برنامه بازیگران یا شخصیت‌های جذاب مرد حضور دارند. این نام برگرفته از جو اوداگیری بازیگر ژاپنی است که در سال ۲۰۰۰ در سریال tokusatsu بازی کرد.</link> نمایش Kamen Rider Kuuga. این پدیده در حال حاضر عمداً در برخی نمایش‌ها به کار می‌رود و بیشتر در انیمه‌هایی با تم ورزشی و تم بت استفاده می‌شود.

## پیشینه
اصطلاح «اثر اوداگیری» در سریال تلویزیونی Kamen Rider Kuuga، یک سریال تلویزیونی توکوساتسو که هدف آن بیشتر کودکان و نوجوانان بود، ریشه گرفته‌است. اما تهیه‌کنندگان متوجه شدند که این نمایش دو گروه بزرگ مخاطب را جذب می‌کند: کودکان بین ۴ تا ۱۲ سال، که هدف اصلی آن برنامه بود. و زنان حدود ۳۰ سال. این نمایش مادران کودکانی را جذب می‌کرد که بازیگر نقش اول جو اوداگیری را جذاب می‌دانستند. پس از آن، اوداگیری به سمت حرفه ای پرمخاطب تر رفت، در حالی که سریال بعدی، کامن رایدر آگیتو تلاش کرد تا با انتخاب سه بازیگر مرد جذاب، این اثر را دوباره خلق کند. باز هم، این نمایش تعداد زیادی بیننده زن را به خود جلب کرد.

## استفاده در رسانه‌های غربی
ایان وولف از Anime UK News استدلال کرده‌است که اثر اوداگیری در برنامه‌های تلویزیونی و سایر رسانه‌های موجود در غرب نیز مشاهده می‌شود. به عنوان مثال می‌توان به تولید بی‌بی‌سی Poldark در سال ۲۰۱۵ اشاره کرد که به دلیل اینکه تصاویری از بازیگر اصلی آیدان ترنر بدون پیراهن در آن نمایش داده می‌شد، مخاطبان زیادی را جذب کرد.